# 特洛伊無雙
《特洛伊無雙》是2011年光榮新無雙作品。此遊戲是無雙系列第二個被分為成年人分級的作。

## 背景故事
遊戲背景故事是設置在特洛伊十年戰爭。遊戲參有超自然元素，例如說希臘眾神。遊戲背景故事也有基於荷馬的伊利亞特敘事史詩。每關都是有個旅行詩人向著圍繞營火的聽眾講故事而開始。遊戲也參有電影短片來說明背景故事的關鍵事件。故事角度將輪流交換在特洛伊軍隊和希臘軍隊之間。

## 出場角色
以下為特洛伊無雙官方網站的角色簡述
下列的角色配音為亞日版配音

### 希臘軍方
- 阿喀琉斯（Achilles，配音員：神奈延年） - 生下後被賜予永生而且被整個希臘軍隊認同為最偉大的戰士，阿喀琉斯是個驕傲又殘酷的人。不像其他希臘國王，阿喀琉斯不是因責任感而來特洛伊，而是尋找著戰場上的榮耀。即使面對著希臘眾神，阿喀琉斯仍然驕氣十足。身高:188cm 體重:91kg。
- 奧德修斯（Odysseus，配音員：石塚運昇） - 當眾國國王和王子為了贏得海倫而聚集在斯巴達時，奧德修斯卻是懷有其他意圖而來。為了換取廷達柔斯的侄女，奧德修斯給了廷達柔斯一個方法解決日益嚴重海倫的頭痛婚姻問題。當時的誓言帶來了這個世界從未經歷過的龐大規模軍事侵略。身高:178cm 體重:86kg。
- 大埃阿斯（Ajax，配音員：堀之紀） - 在海倫被綁架事件幾代之前，特洛伊城被如神般的赫拉克勒斯和他的戰友忒拉蒙征服。忒拉蒙的兒子大埃阿斯來至特洛伊希望證明自己也是獨當一面的戰士。但在戰場上是不公平的，大埃阿斯心中的黑暗隨著漫長的戰爭而成長。身高:213cm 體重:140kg。
- 帕特羅克洛斯（Patroklos，配音員：置鮎龍太郎） - 與阿喀琉斯並肩訓練的帕特羅克洛斯是最接近阿喀琉斯的人，也許是他唯一的朋友。不像阿喀琉斯，帕特羅克洛斯是因為他曾發誓的誓言而來。帕特羅克洛斯合理的責任感時時造成他與阿喀琉斯的不合，導致帕特羅克洛斯常常單槍匹馬上場作戰。身高:183cm 體重:86kg。

### 特洛伊軍方
- 赫克托耳（Hector，配音員：桐本琢也） - 特洛伊的長子，赫克托耳領導著特洛伊大軍抵抗希臘的入侵。赫克托耳因出於他對他城市和家鄉的責任感振作成特洛伊最偉大的戰士。身高:186cm 體重91kg。
- 帕里斯（Paris，配音員：綠川光） - 帕里斯因掉進眾神的騙局而與斯巴達王后海倫私奔而受到特洛伊同胞的蔑視。帕里斯王子無意中點燃了特洛伊戰爭的火花。帕里斯在長期的血腥戰爭中努力著恢復自己的名譽，並防止眾神編寫給他和他的城市的邪惡命運。身高:175cm 體重:68kg。
- 彭忒西勒亞（Penthesilea，配音員：渡邊美佐） - 殘酷戰爭之神阿瑞斯的女兒，領導著著名亞馬遜女戰士上戰場。她是個特洛伊抵抗希臘人的關鍵人物。身高:200cm 體重91kg。
- 埃涅阿斯（Aeneas，配音員：中井和哉） - 鄰近特洛伊的達耳單尼雅國王。埃涅阿斯發現他的國領也受到了希臘的威脅。當特洛伊附近的城市一一陷落時，埃涅阿斯把他所有軍力都集中在特洛伊城的防衛。但是他一點也不知道，眾神已經為他寫上了一個特殊的命運。身高:187cm 體重:80kg。

## 外部連結
- （英文）官方网站